# Wrong
Wrong és una pel·lícula independent surrealista de comèdia franco-americana del 2012 escrita i dirigida per Quentin Dupieux. La pel·lícula és protagonitzada per Jack Plotnick i es va estrenar al Festival de Cinema de Sundance de 2012. Va formar part de la Selecció Oficial del Festival Internacional de Cinema de Toronto. Els productors de la pel·lícula són Gregory Bernard, Charles-Marie Anthonioz, Nicolas Lhermitte i Josef Lieck.

## Argument
Dolph es desperta d'hora al matí a la seva casa suburbana i descobreix que el seu gos ha desaparegut. Més tard, en negació després de perdre la feina, torna recurrentment al seu lloc de treball i finge treballar mentre experimenta canvis i esdeveniments surrealistes a la seva vida. Amb l'esperança de tornar la seva vida a la normalitat, comença a buscar el seu gos perdut.

## Repartiment
- Jack Plotnick com a Dolph Springer
- Éric Judor com a Víctor
- Alexis Dziena com a Emma
- Steve Little com el detectiu Ronnie
- William Fichtner com a mestre Chang
- Regan Burns com a Mike
- Mark Burnham com a policia
- Arden Myrin com a Gabrielle
- Maile Flanagan com a farmacèutic
- Gary Valentine com a EMT
- Barry Alan Levine com a encarregat de la benzinera

## Recepció crítica
Té una puntuació del 65% a Rotten Tomatoes basada en 43 ressenyes, amb una valoració mitjana de 6,1/10. El consens crític afirma que "Wrong és estranya i serpentejant, però les seves vinyetes absurdes revelen un enginy únic i irònic."
Simon Abrams de Slant Magazine no va creure que la pel·lícula funcionés:
| « | La ideologia quasi nihilista, absurda i totalment surrealista que hi ha darrere de Wrong, l’escriptor/director/editor/músic Quentin Dupieux segueix a Rubber, és més emocionant en teoria que en la pràctica. ... Només és temptador sempre que Wrong no s'està transformant activament en una llista interminable de coses estranyes que demostren, sobretot, com de cansat està Dupieux. | » |

Tanmateix, Chase Whale de Twitch Film va gaudir de la pel·lícula:
| « | L’Escriptor/director/compositor/editor/director de fotografia/autor/weirdo Quentin Dupieux és un tipus que treu l'estora de sota la norma de Hollywood i s'arrisca en decisions atrevides i acolorides... El que fa que les pel·lícules de Dupieux siguin tan contagioses és que en l'univers salvatge i estrany que crea, hi ha un relleu brillant en totes les rareses que succeeixen... Wrong et deixarà estranyament addicte al món de Dupieux. | » |

## Banda sonora
La banda sonora de Wrong va ser produïda per Quentin Dupieux amb el seu nom artístic Mr. Oizo i el productor de música electro-rock francès David Sztanke sota el nom de "Tahiti Boy". Les pistes 7 i 12 van ser produïdes pel grup de Sztanke "Tahiti Boy & The Palmtree Family".

## Llista de cançons
| Núm. | Títol          | Durada |
| ---- | -------------- | ------ |
| 1.   | «Wrong»        | 2:26   |
| 2.   | «Ronnie»       | 2:13   |
| 3.   | «Pizza Note»   | 2:33   |
| 4.   | «Mind Link 1»  | 2:18   |
| 5.   | «Mind Link 2»  | 3:04   |
| 6.   | «Ringtone»     | 1:07   |
| 7.   | «Solution»     | 3:43   |
| 8.   | «Le Detective» | 1:38   |
| 9.   | «Turd Vision»  | 2:26   |
| 10.  | «Phase 7»      | 3:18   |
| 11.  | «Palmtree»     | 1:31   |
| 12.  | «Resolution»   | 3:54   |
| 13.  | «Master Chang» | 1:10   |